# H. Jon Benjamin
Henry Jon Benjamin (født 1966) er en amerikansk stemmeskuespiller. Han lægger stemme til blandt andet Ben fra Dr. Katz, Professional Therapist, Sterling Archer fra Archer, og Bob Belcher og Jimmy Pesto, Jr., fra Bob's Burgers.